# Aghbar
Aghbar  (in arabo اغبار‎?) è un centro abitato e comune rurale del Marocco situato nella provincia di Al Haouz, regione di Marrakech-Safi. Conta una popolazione di 5 182 abitanti (censimento 2014).